# Maria Benvinda Levy
Maria Benvinda Delfina Levy (ur. 24 marca 1969 w Chicuque) – mozambicka prawniczka i polityczka. od 17 stycznia 2025 premier Mozambiku.

## Życiorys
Urodziła się we wsi Chicuque, w okolicach Maxixe, w prowincji Inhambane. Ukończyła studia prawnicze na Uniwersytecie Eduarda Mondlanego w Maputo. Od 1992 była zatrudniona na różnych stanowiskach w sądownictwie. W latach 2002–2006 była prezesem Sądu Miejskiego w Maputo, zaś od 2006 do 2008 kierowała Centrum Szkolenia Prawnego i Sądowego. W latach 2008–2015 sprawowała urząd ministra sprawiedliwości. Następnie została doradczynią prezydenta Filipe Nyusiego. 20 września 2024 dodatkowo została powołana w skład Najwyższej Rady Sądownictwa.
17 stycznia 2025 prezydent Daniel Chapo powołał ją na stanowisko premiera Mozambiku. 